# فيوليت نيكولسون
فيوليت نيكولسون ولدت يوم 9 أبريل 1865 في انقلترا وتوفيت يوم 4 أكتوبر 1904 والمعروفة أيضًا باسم أديلا فلورنس نيكولسون (ني كوري)) كانت شاعرة إنجليزية كتبت تحت الاسم المستعار لورانس هوب، إلا أنها أصبحت تُعرف باسم فيوليت نيكولسون. وفي أوائل القرن العشرين، أصبحت المؤلفة الأكثر مبيعًا.  